# Juan Manuel Acuña
Juan Manuel Acuña Romero (Iquique, 16 de octubre de 1921-5 de diciembre de 1989) fue un futbolista chileno que se desempeñaba en la posición de mediocampista. Fue campeón nacional con Green Cross en 1945 y con Audax Italiano en 1946 y 1948. Además, integró la selección chilena en el Campeonato Sudamericano 1947.

## Trayectoria
Comenzó a jugar fútbol en Iquique, en el Jorge V. Integró la selección de esa ciudad que se consagró en el Campeonato Absoluto de 1943. De ese plantel, el único que llegó al fútbol profesional fue Acuña, quien llegó al Audax Italiano.
No logró la titularidad en el Audax, pero al llegar 1945 Green Cross formó su plantel con jugadores que no tenían las oportunidades en sus cuadros, y Acuña fue en calidad de préstamo. Con Green Cross logró el título nacional ese año.
Volvió a Audax, y logró los campeonatos de 1946 y 1948.

## Selección nacional
Integró la selección chilena que actuó en el Campeonato Sudamericano 1947 de Guayaquil.

### Participaciones en Campeonatos Sudamericanos
| Sudamericano                 | Sede    | Resultado     | PJ | G |
| ---------------------------- | ------- | ------------- | -- | - |
| Campeonato Sudamericano 1947 | Ecuador | Cuarto puesto | 5  | 0 |

## Clubes
| Club           | País  | Año       |
| -------------- | ----- | --------- |
| Audax Italiano | Chile | 1944      |
| Green Cross    | Chile | 1945      |
| Audax Italiano | Chile | 1946-1948 |

## Palmarés

### Campeonatos nacionales
| Título           | Club           | País  | Año  |
| ---------------- | -------------- | ----- | ---- |
| Primera División | Green Cross    | Chile | 1945 |
| Primera División | Audax Italiano | Chile | 1946 |
| Primera División | Audax Italiano | Chile | 1948 |